# محمد رمضان
محمد رمضان (به انگلیسی: Mohamed Ramadan) بازیگر خواننده و رقصنده مصری متولد ۱۹۸۸ است.

## زندگی‌نامه
محمد رمضان در شهر قفط از توابع استان قنابه دنیا آمد.

## زندگی حرفه
محمد رمضان بازیگر خواننده رپر رقصنده و تهیه کننده است که پیش از این به شاهکار باورنکردنی سه بار پیاپی برنده جایزه بزرگترین استعداد کشور شده است
این بازیگر کار خود را با ایفای نقش های کوچک در سریال هایی مانند سیندرلا آغاز کرد اما او در فیلم یسری نصرالله به نام شهرزاده به پیشرفتی دست یافت. تهیه کنندگی محمد و احمد السبکی، تهیه کنندگان مصری محمد رمضان نیز از عمر شریف ستاره مشهور سینما تمجید کردبه قول معروف این هنرمند با جیمز خواننده رپ فرانسوی در آهنگ یا حبیبی همکاری کرد
کانال یوتیوب او یکی از پربیننده ترین کانال های خاورمیانه است به طور کلی، محمد رمضان در طول حرفه همه کاره خود در بیش از ۱۵ فیلم بازی کرده است.

## جوایز
جایزه بهترین ستاره تلویزیونی را برادرش محمود رمضان در همه پرسی اسکار خاورمیانه دریافت کرد.